# Northfield (Illinois)
Northfield – miasteczko w północno-wschodniej części amerykańskiego stanu Illinois w obszarze metropolitalnym Chicago.